# Santiago Ramos
Santiago Ramos Reynoso (Guadalajara, 26 januari 2004) is een Mexicaans autocoureur.

## Carrière

### Karting
Ramos begon zijn autosportcarrière in het karting, waarin hij tussen 2017 en 2019 deelnam aan diverse kampioenschappen, waaronder het Duitse kampioenschap en de WSK Euro Series.

### Formule 4
Eind 2019 maakte Ramos zijn debuut in het formuleracing in de laatste drie raceweekenden van het Italiaans Formule 4-kampioenschap, waarin hij uitkwam voor het team DR Formula by RP Motorsport. Een negentiende plaats in de seizoensfinale op het Autodromo Nazionale Monza was zijn beste race-uitslag.
In 2020 reed Ramos voor Jenzer Motorsport in de Italiaanse Formule 4, alhoewel hij pas vanaf het vierde raceweekend op het Circuit Mugello deelnam aan de klasse. Hierna behaalde hij regelmatig puntenfinishes, met twee vijfde plaatsen op Monza als beste resultaten. Met 26 punten werd hij zestiende in de eindstand.
In 2021 reed Ramos een volledig seizoen in de Italiaanse Formule 4 bij Jenzer. Hij miste vroeg in het seizoen echter wel twee raceweekenden. Een vijfde plaats op Mugello was zijn beste resultaat. Met 15 punten zakte hij naar plaats 22 in het kampioenschap. Dat jaar nam hij ook deel aan het openingsweekend van het Spaans Formule 4-kampioenschap op het Circuit de Spa-Francorchamps bij Jenzer, waarin hij een podiumfinish behaalde. Hierdoor werd hij vijftiende in de eindstand met 31 punten.

### Formule Regional
In 2022 maakte Ramos de overstap naar het Formula Regional European Championship (FREC), waarin hij voor KIC Motorsport reed. Hij kende een moeilijk seizoen, waarin een twaalfde plaats op Spa-Francorchamps zijn beste resultaat was. Voorafgaand aan het laatste weekend op Mugello stapte hij over naar RPM en werd hij bij KIC vervangen door William Alatalo. Hij eindigde puntloos op plaats 27 in het kampioenschap.
In 2023 reed Ramos een volledig seizoen voor RPM in het FREC. Hij behaalde een podiumplaats op de Hungaroring en eindigde hiernaast nog acht keer in de top 10. Met 67 punten verbeterde hij zichzelf naar de elfde plaats in de eindstand.

### Formule 3
In 2024 debuteerde Ramos in het FIA Formule 3-kampioenschap bij Trident. Op het Autodromo Internazionale Enzo e Dino Ferrari startte hij vanaf pole position, maar eindigde hij uiteindelijk als achtste. In het laatste weekend op Monza behaalde hij zijn enige podiumfinish van het jaar. Met 44 punten werd hij zestiende in het eindklassement.
In 2025 blijft Ramos actief in de Formule 3, maar stapt hij over naar het team Van Amersfoort Racing.